# یواس‌اس فلچر (دی‌دی-۴۴۵)
یواس‌اس فلچر (دی‌دی-۴۴۵) (به انگلیسی: USS Fletcher (DD-445)) یک کشتی بود که طول آن ۳۷۶ فوت ۳ اینچ (۱۱۴٫۶۸ متر) بود. این کشتی در سال ۱۹۴۲ ساخته شد.